# Francesc Antoni de la Dueña y Cisneros
Francesc Antoni de la Dueña y Cisneros (ur. 17 listopada 1753 w Villanueva de la Fuente, zm. 8 listopada 1821 w Prowincji Ciudad Real) – hiszpański duchowny katolicki, biskup Seo de Urgel i zarazem współksiążę episkopalny Andory od 29 października 1797 do 23 września 1816. Współrządził Andorą razem z Napoleonem Bonaparte (1806–1814 oraz 1815) i Ludwikiem XVIII (1814–1824).